# 1924年パリオリンピックのオランダ選手団
1924年パリオリンピックのオランダ選手団（1924ねんパリオリンピックのオランダせんしゅだん）は、1924年5月4日から7月27日にかけてフランスの首都パリで開催された1924年パリオリンピックのオランダ選手団、およびその競技結果。

## 概要
今大会は金メダル1個、銀メダル1個、銅メダル4個の合計6個のメダルを獲得した。

## メダル
| メダル | 選手名                                                                      | 競技   | 種目                   |
| ------ | --------------------------------------------------------------------------- | ------ | ---------------------- |
| 金     | コ・ウィレムス                                                              | 自転車 | 男子50kmレース         |
| 銀     | ヤコブ・メイエル                                                            | 自転車 | 男子スプリント         |
| 銅     | ヤン・デ・フリース ヤコブ・ボート ハリー・ブロース リヌス・ファンデンベルゲ | 陸上   | 男子4×100mリレー       |
| 銅     | マウリス・ペータース ヘラルト・ボス・ファン・ドラケステイン                 | 自転車 | 男子タンデムスプリント |